# Sulzkogel
Sulzkogel (3016 m n. m.) je hora v Stubaiských Alpách v rakouské spolkové zemi Tyrolsko.

## Topografie
Sulzkogel leží asi 3,5 km jižně od střediska zimních sportů Kühtai. Na západě se Sulzkogel svažuje do údolí Längental a ostrý hřeben odděluje Mittagskar na severozápadě od Stierkaru na jihu. Na severovýchodě, pod strmou severovýchodní stěnou a východním hřebenem, leží údolí Finstertal s vodní nádrží Spiecher Finstertal skupiny elektráren Sellrain-Silz. Na severu vede ostrý hřeben na 2929 m vysoký Mittagsturm, 2895 m a 2934 m vysoké Mittagsköpfe a 2988 m vysoký Zwölferkogel, na jihu na 2965 m vysoký Gamskogel. Mezi Sulzkogelem a Gamskogelem, pod širokým skalnatým hřebenem, leží Gamskogelferner, ledovec sahající až do výšky 2700 m.

## Stezky
Normální trasa, v zimě oblíbená lyžařská trasa, vede přes severní okraj Gamskogelferneru a jižní hřeben na vrchol. V roce 1878 však první horolezci Julius Pock a Bernhard Tütscher zvolili výstup po jihozápadním úbočí ze Stierkaru. Severní hřeben ze sedla jižně od Mittagsturmu je podstatně obtížnější a dosahuje obtížnosti III+. Další možné výstupy vedou východním hřebenem a hřebenem mezi Sulzkogelem a Gamskogelem.

## Galerie

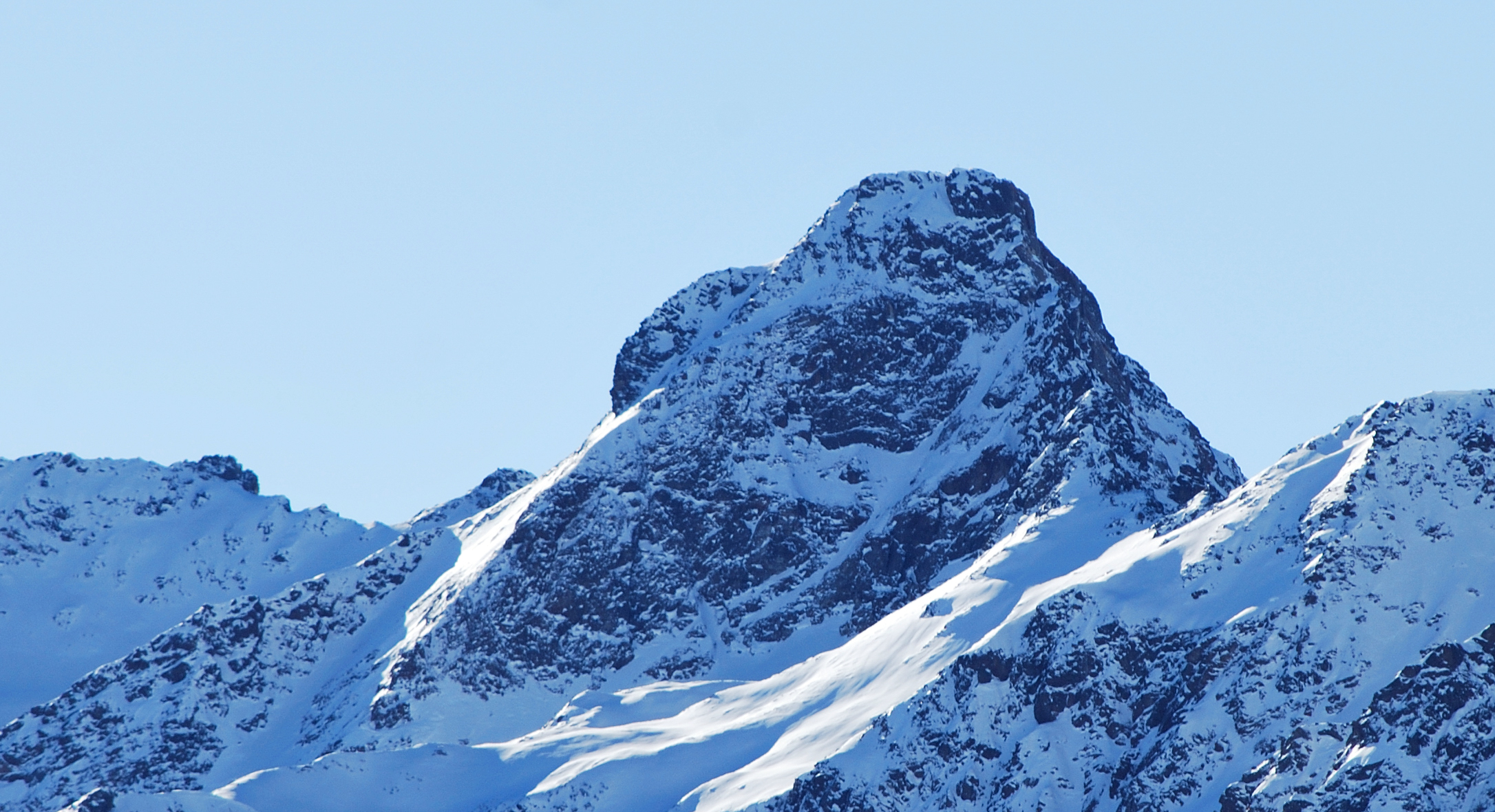
Pohled na Sulzkogel ze severu
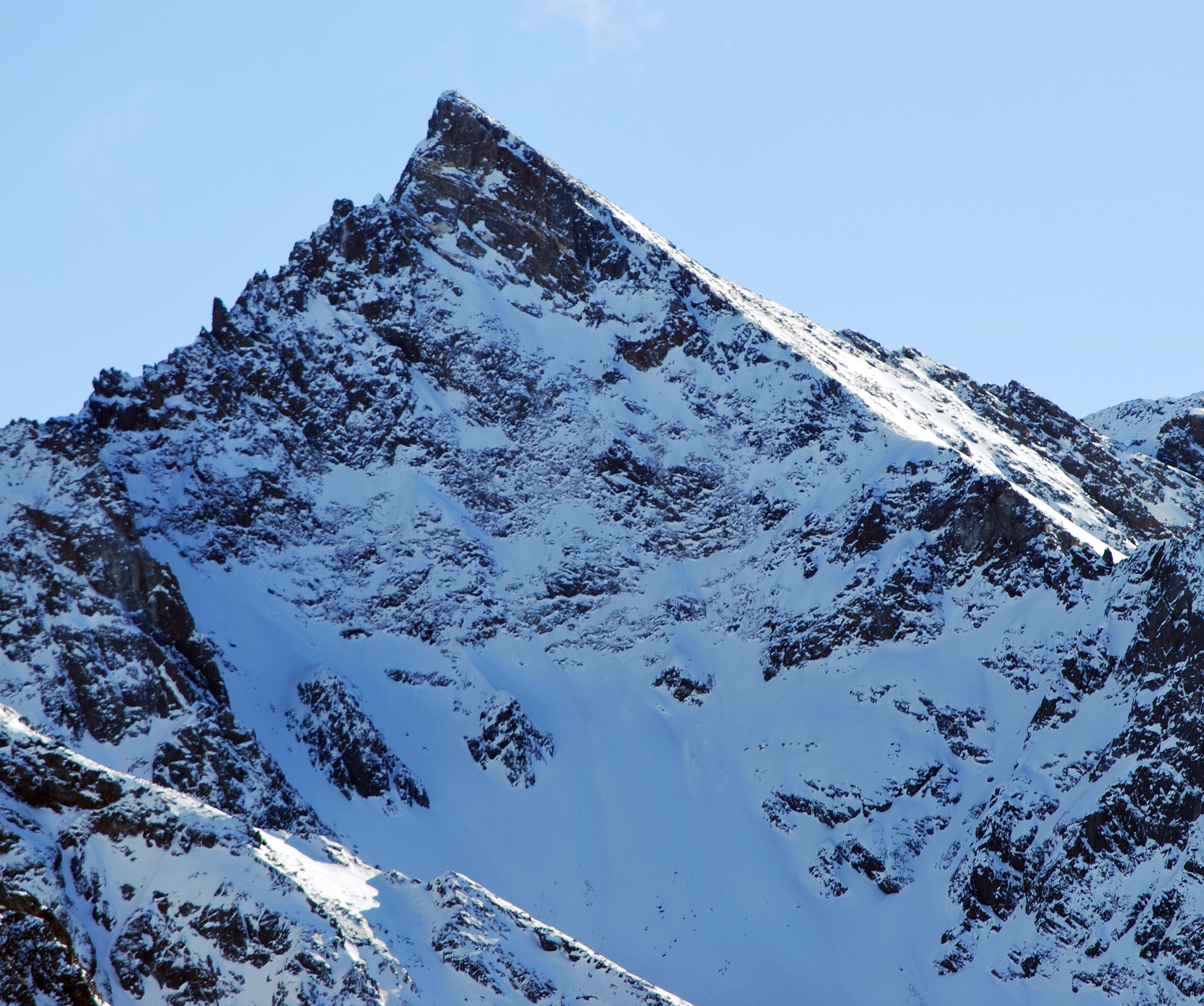
Severní stěna
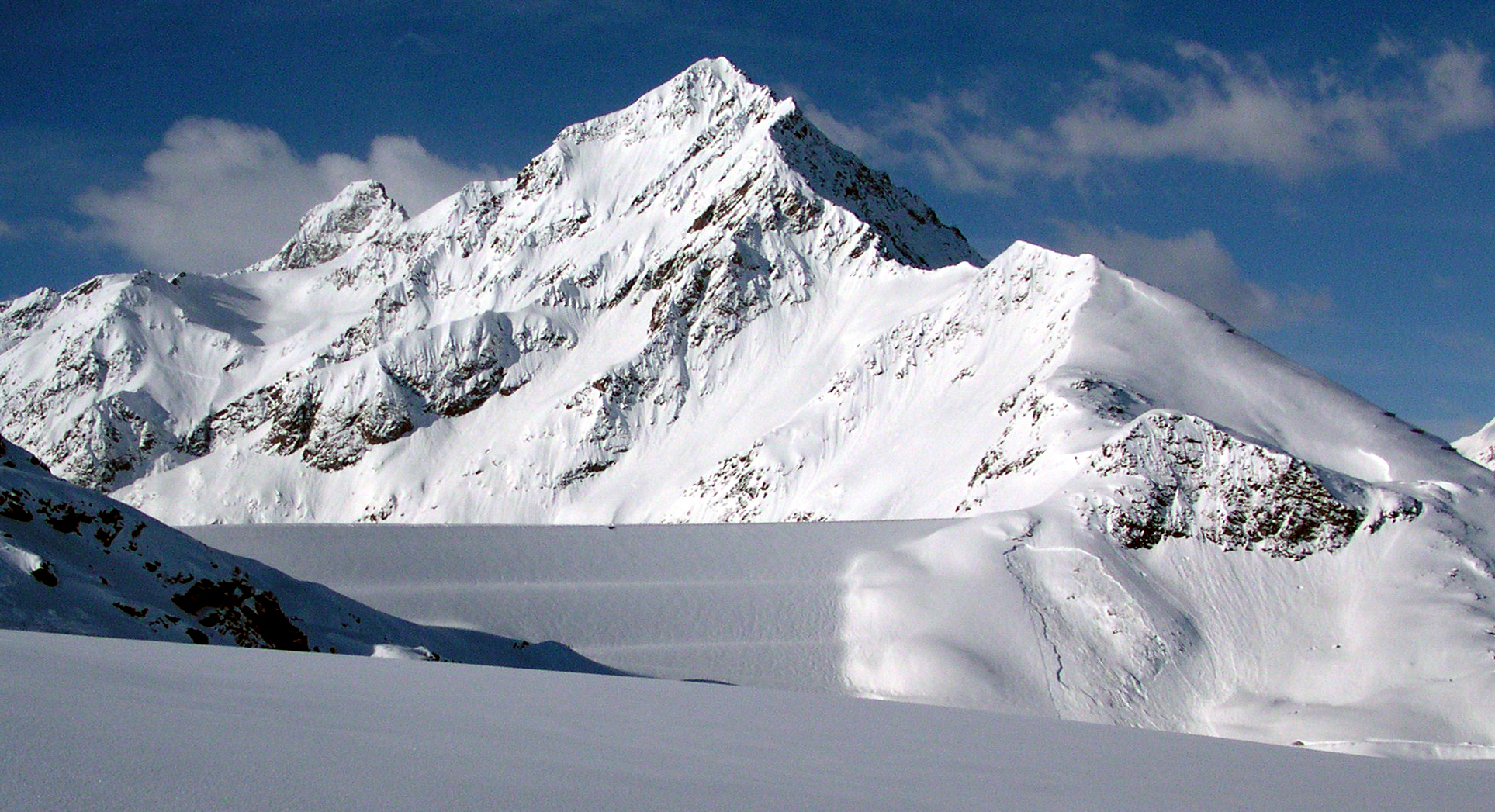
Sulzkogel a Zwölferkogel
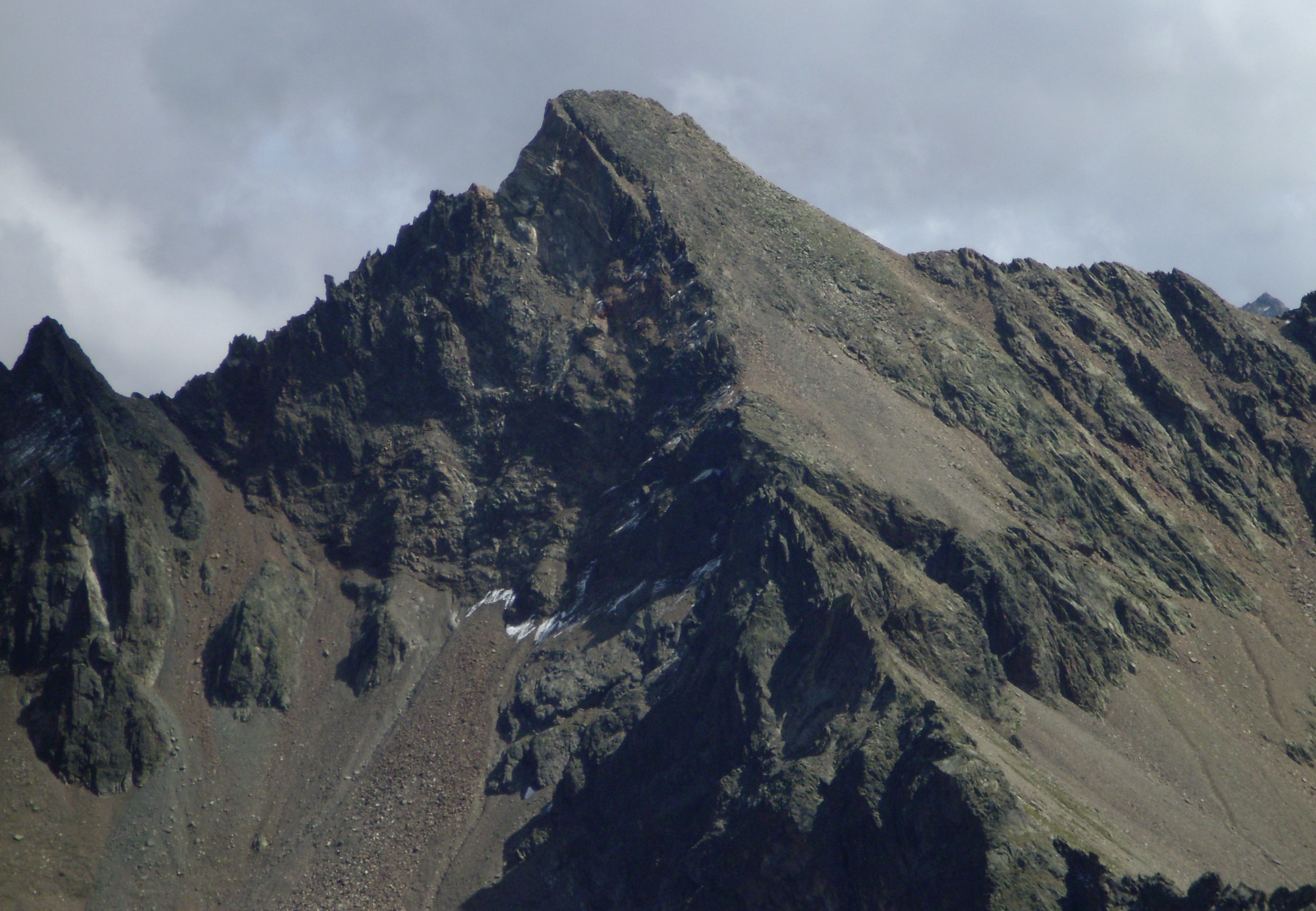
Pohled od západu
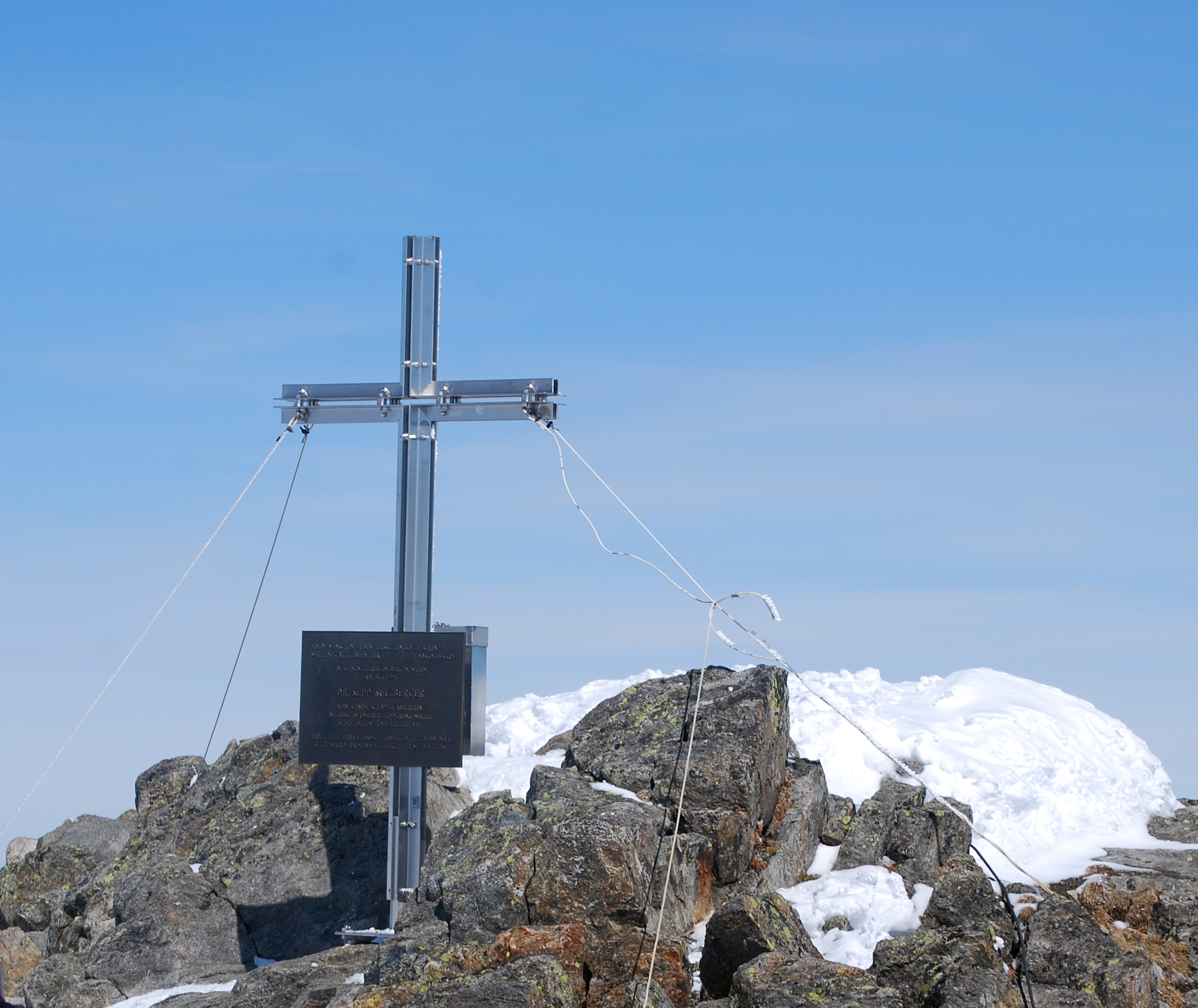
Vrcholový kříž